# Buyant (Bayan-Ölgii)
Buyant (mongol : ᠪᠤᠶᠠᠨᠲᠤ
ᠰᠤᠮᠤ, VPMC : buyantu sumu, cyrillique : Буянт сум, MNS : Buyant sum) est un sum du aïmag de Bayan-Ölgii, à l’extrémité Ouest de la Mongolie, principalement peuplée de Kazakhs.